# (8768) Barnowl
(8768) Barnowl (2080 T-2) – planetoida z grupy pasa głównego asteroid okrążająca Słońce w ciągu 3,77 lat w średniej odległości 2,42 au. Odkryta 29 września 1973 roku.